# 第五十一戦隊
第五十一戦隊（だい51せんたい）とは、日本海軍の戦隊の一つ。太平洋戦争中に、新造護衛艦艇の教育訓練部隊である対潜訓練隊を発展させるかたちで編成された。訓練のかたわら日本本土での実戦任務にも従事した。

## 沿革
1941年（昭和16年）の太平洋戦争開始後、日本海軍はアメリカ海軍潜水艦による通商破壊戦に対抗して、急きょ護衛艦艇の増強に着手した。1943年（昭和18年）3月頃から逐次就役した海防艦を主力とするこれらの新造護衛艦艇は、深刻な護衛兵力不足のため、当初は就役直後にそのまま実戦投入されていた。しかし、軍事知識不十分な商船出身乗員の多さや操艦能力不足の海軍兵学校出身者など幹部の素質不良、ウルフパック戦術の導入などアメリカ海軍潜水艦の戦術巧妙化により、護衛艦艇の訓練不足が目立った。
そこで、1943年秋頃から軍令部の一部により新造護衛艦艇の対潜訓練の必要が指摘され、防備を担当する軍令部第12課長の金岡知二郎大佐らの努力で教育訓練部隊の整備が進められた。そして、1944年（昭和19年）1月16日、呉鎮守府の呉防備戦隊内に対潜指導班が設置され、佐伯港を拠点に活動を開始した。同年2月1日から第15号掃海艇が最初の教育対象になっている。
その後、1944年8月1日の特設艦船部隊令改正で、戦時の臨時組織ではあるものの正式な部隊である特設対潜訓練隊に昇格した。これは半年間の運用で得られた教訓や新造護衛艦艇のさらなる増加に対応して、対潜戦闘についての教育訓練体制の拡充を目指した措置であった。その任務は、対潜艦艇の乗員教育訓練及び対潜戦闘の実験・研究と定められ、同任務に関しては海軍対潜学校長の区処を受けた。引き続き佐伯が拠点として利用されたが、日本本土空襲の激化のため1945年3月には佐伯での訓練継続が困難となり、空襲の危険が小さい日本海に移動することになった。日本海のうち舞鶴軍港に艦艇が集中すると攻撃目標となるおそれがあったため、七尾港が新拠点に選ばれた。同年4月上旬、対潜訓練隊の所属艦艇は、途中の関門海峡で海防艦1隻が機雷で損傷した他、無事に七尾へ回航された。
終戦3ヶ月前の1945年5月5日に至り、特設対潜訓練隊は解隊されて同時に第五十一戦隊が新編され、舞鶴鎮守府部隊に編入された。実質的な任務の変化はなかったが、これにより第十一水雷戦隊（新造駆逐艦の教育訓練部隊）や第十一潜水戦隊（新造潜水艦の教育訓練部隊）と並ぶ司令部を有する建制の教育訓練部隊が、護衛艦艇についてもようやく誕生することになった。実戦機能も期待され、同年6月にアメリカ海軍潜水艦が日本海に侵入したバーニー作戦では対潜掃討に参加し、潜水艦「ボーンフィッシュ」の撃沈に関わった。

## 運用
建造直後の新造護衛艦艇に対する就役訓練および練度不十分な既存護衛艦艇の教育訓練が行われた。
教育期間は兵力不足のため短期間に限られており、呉防備戦隊対潜指導班が設立された当初で15日間であった。戦隊司令官を務めた西岡茂泰少将によれば新造艦艇の初度教育に最低3か月を要すると主張したが、軍令部から期間1か月と指定され、実際には短縮されて15-20日になってしまっていた。1945年1月以降に指導官を務めた中島千尋少将によると実質的な訓練期間は1週間程度であり、爆雷投射訓練も1回程度しかなかった。
術科教育訓練は、基礎訓練としての停泊訓練と仕上げの出動訓練から構成された。うち出動訓練ではソナー教育を最重要項目とする対潜訓練だけでなく、対空戦闘訓練も行われた。操艦の訓練のため、指導官や戦隊司令官がほとんど毎日乗艦して指導を行った。精神教育は戦隊司令官が自ら担当した。
実地訓練を兼ねて、佐伯沖の豊後水道付近において、有力部隊出撃時の対潜警戒・掃討の実戦任務にも投入されている。日本海の七尾港への移動後も、アメリカ海軍潜水艦が日本海に侵入したバーニー作戦に対応するなど実戦参加している。

## 編制
編制の詳細は史料が乏しく不明であるが、教育訓練部隊という性質上、新造や練度不十分の海防艦や駆潜艇、掃海艇など各種護衛艦艇多数が一時的に編入された。また、前身である対潜訓練隊時代から、対潜戦闘の訓練目標任務で中小型の呂号潜水艦2隻が配属されていた。
特設対潜訓練隊編成時1944年8月15日時点での編制。
- 潜水艦 - 呂68潜、呂500潜
- 海防艦 - 「鵜来」、「大東」、「沖縄」、第21号、第27号、第29号、第38号、第43号、第56号、第130号
- その他 - 第41号掃海艇、第56号駆潜艇、敷設艇「網代」

第五十一戦隊編成時1945年6月1日時点での編制。
- 潜水艦 - 呂68潜、呂500潜
- 海防艦 - 「保高」、「伊唐」、「伊王」、「波太」、「高根」、第75号、第79号、第87号、第124号、第156号、第158号、第200号、第225号

## 歴代指揮官
呉防備戦隊対潜指導班長
- 西岡茂泰 大佐：1944年1月16日 - 1944年8月1日

特設対潜訓練隊司令
- 西岡茂泰 大佐：1944年8月1日 - 1945年5月5日

第五十一戦隊司令官
- 西岡茂泰 少将：1945年5月5日 - [3]